# Adam Kamień
Adam Kamień (ur. 7 lutego 1965 w Ostrołęce) – polski aktor teatralny, filmowy i telewizyjny.

## Biografia
Adam Kamień pochodzi z Ostrołęki, gdzie ukończył szkołę podstawową i średnią. Pasją do aktorstwa zaraził się w szkole średniej, gdzie pod kierunkiem szkolnego polonisty występował w szkolonym teatrzyku amatorskim. W tym okresie był również aktorem amatorem grupy teatralnej „Arka” działającej przy miejscowym domu kultury. Po maturze został studentem Wydziału Aktorskiego PWSFTviT w Łodzi. Już w okresie studiów miał miejsce jego debiut filmowy – w 1986 roku zagrał epizod w filmie Filipa Bajona pt. Magnat. Dwa lata później otrzymał główną rolę w filmie Kornblumenblau. Film okazał się być sporym sukcesem, a samemu aktorowi przyniósł rozgłos i uznanie, zwieńczone nagrodą Brązowego Leoparda na MFF w Locarno. Po uzyskaniu dyplomu, w latach 1990-91 był aktorem Teatru Muzycznego w Gdyni. W tym czasie otrzymał propozycję występu w musicalu Metro na deskach Teatru Dramatycznego w Warszawie (1991–1992). Z Metrem występował, m.in. na Broadwayu. Podczas występów w Nowym Jorku pozostał w USA, gdzie jak sam wspominał chciał spróbować nowych możliwości. W tym czasie pracował w cateringu oraz jako model. Do kraju powrócił na propozycję Jana Jakuba Kolskiego zagrania w jego najnowszym filmie pt. Cudowne miejsce. Film otrzymał wiele nagród, a sam Kamień występował w następnych latach w każdym kolejnym filmie Kolskiego. Rok 2000 był szczytowym okresem w jego karierze – pojawił się w trzech produkcjach na festiwalu filmowym w Gdyni. Po tym okresie nie udało mu się uzyskać żadnego stałego angażu w teatrze. Jak sam twierdzi w wywiadach, od wielu lat nie utrzymuje się z aktorstwa, na skutek zbyt małej ilości propozycji (są to głównie epizody w serialach). Jego główne źródło utrzymania to wykonywany na co dzień zawód kierowcy w Polsce i opiekuna osób starszych w Niemczech.

## Filmografia
- Magnat (1986) jako młody Jurek Zbierski
- ESD (1986) jako Uczeń (niewymieniony w czołówce)
- Biała wizytówka (1986) jako młody Jurek Zbierski (1 odcinek)
- Bez grzechu (1988) jako Kandydat na studia (niewymieniony w czołówce)
- Pomiędzy wilki (1988) jako pilot
- Kornblumenblau (1988) jako Tadeusz Wyczyński „Bławatek”
- Pożegnanie jesieni (1990)
- Pas de deux (1990) jako Adam Porter
- Napoleon (1990) jako Zamachowiec Fryderyk Stabs (niewymieniony w czołówce)
- Cudowne miejsce (1994) jako ksiądz Jakub
- Szabla od komendanta (1995) jako młody Jakubek
- Grający z talerza (1995) jako Cyrkowiec
- Deborah (1995) jako Helmut Baraniewicz
- Cwał (1995) jako Porządkowy na defiladzie
- Wezwanie (1996) jako Laborant milicyjny
- Niemcy (Germans, 1996) jako Kurt, asystent Sonnenbrucha
- Ekstradycja 2 (1996) jako „Jasnowłosy”, brat Gundisa (2 odcinki)
- Komiwojażer (1997) jako Komiwojażer
- Historie miłosne (1997) jako adiutant generała
- Dom (1997) jako ksiądz (1 odcinek)
- Sto minut wakacji (1998) jako pracownik lotniska
- Sto minut wakacji (1999) jako pracownik lotniska
- Skok (1999) jako inspektor Bartosz
- Nie ma zmiłuj (2000) jako Grzegorz, szef „Vin-Netu” we Wrocławiu
- Enduro Bojz (2000) jako Szekspir
- Daleko od okna (2000) jako Dolke
- Przeprowadzki (2001) jako Sturmfuhrer Reutt, bratanek doktora Zygfryda Reutta (1 odcinek)
- Na dobre i na złe (2001) jako Leszek Kozłowski, ojciec Marcina (1 odcinek)
- Samo życie (2002-2010) jako policjant (12 odcinków) i Tomasz Miecznicki (4 odcinki)
- Camera Café (2004) jako Ryszard Domagała (1 odcinek)
- Pierwsza miłość (2004) jako ksiądz Stanisław
- Rozdroże Cafe (2005) jako Arek Marcuch, mąż Katarzyny
- Auschwitz. Naziści i „ostateczne rozwiązanie” (Auschwitz: The Nazis and the 'Final Solution', 2005) jako Fritz Ertl, architekt SS, autor planów obozu Birkenau (1 odcinek)
- Sezon na kaczki (2006) jako ojciec
- Palimpsest (2006) jako „Wazon”
- Mrok (2006) jako Filip (1 odcinek)
- Plebania (2009) jako Sobiejuk (1 odcinek)
- Księstwo (2011) jako Psychoterapeuta
- Sandland (2013) jako nauczyciel
- Antyterapia (2014) jako „Mandżur”
- Barwy szczęścia (od 2019) jako Norbert
- W rytmie serca (sezon 5) (2019) jako świadek pobicia doktora Zycha (1 odcinek)